# Stazione di Sant'Agapito-Longano
La stazione di Sant'Agapito-Longano è una stazione ferroviaria senza traffico posta sulla ferrovia Vairano-Isernia. Era posta a servizio dei comuni di Sant'Agapito e di Longano.

## Storia
La stazione venne inaugurata insieme alla tratta Roccaravindola-Isernia il 21 marzo 1894.

## Strutture e impianti
Tra i binari 1 e 2 vi è una colonna idraulica per il rifornimento dei tender delle locomotive a vapore ormai non più utilizzata ma in buone condizioni di conservazione.